# Йерней Копитар
Йерней (Ерней, Вартоломей) Бартол Копитар (на словенски: Jernej Bartol Kopitar) (21 август 1780 — 11 август 1844, Виена) е словенски възрожденец, езиковед и славист, сред основателите на славянската филология.

## Биография
Копитар завършва училище в Любляна. През 1808 г. се премества във Виена, където учи право и славянски език. Работи като библиотекар във виенската библиотека.
Занимава се със славянски езици и литератури. Издава глаголическия „Клоцов сборник“ през 1836 г. Автор е на първата научна граматика на словенските езици (1808). Разработва някои въпроси на българския език.